# Dálnice A2 (Polsko)
Dálnice A2 je polská dálnice, která má po dokončení začínat na hranicích s Německem a povede přes Poznaň, Lodž, Varšavu až na hranice s Běloruskem, kde se napojí na běloruskou dálnici M1. Dálnice je součástí evropské silnice E30. První úsek dálnice byl postaven v roce 1988.

## Úseky v provozu
| Název úseku                        | Délka    | Uvedení do provozu |
| ---------------------------------- | -------- | ------------------ |
| státní hranice PL/D - Świecko      | 1,1 km   | 30. září 2011      |
| Świecko - Nowy Tomyśl              | 105,9 km | 1. prosince 2011   |
| Nowy Tomyśl - Poznaň Komorniki     | 50,4 km  | 27. října 2004     |
| Poznaň západ - Poznaň východ       | 26,1 km  | 13. září 2003      |
| Poznaň Krzesiny - Września         | 37,5 km  | 27. listopadu 2003 |
| Września - Sługocin                | 34,2 km  | 9. října 1985      |
| Sługocin - Modła                   | 13,8 km  | 10. listopadu 1988 |
| Modła - Stryków                    | 103 km   | 26. července 2006  |
| Stryków - Lodž sever               | 1,7 km   | 22. prosince 2008  |
| Lodž sever                         | 2,5 km   | 3. června 2012     |
| Lodž sever - Skierniewice          | 32 km    | 3. června 2012     |
| Skierniewice - Grodzisk Mazowiecki | 41,4 km  | 6. června 2012     |
| Grodzisk Mazowiecki - Pruszków     | 12,6 km  | 27. května 2012    |
| Pruszków - Konotopa                | 4,8 km   | 23. května 2012    |
| Lubelska - Choszczówka             | 15 km    | 14. srpna 2020     |
| Choszczówka - Kałuszyn             | 20,8 km  | 29. srpna 2012     |

## Úseky ve výstavbě
- Kałuszyn - Groszki
- Siedlce Západ - Siedlce Swoboda

## Úseky ve výběrovém řízení
- Groszki - Gręzów
- Siedlce Swoboda - Malinowiec
- Malinowiec - Łukowisko
- Łukowisko - Swory

## Úseky v plánu
- Biała Podlaska - Kukuryki

## Křižovatky s jinými dálnicemi a rychlostními silnicemi
| Exit            | Seznam silnic, které se zde kříží | Schéma |
| --------------- | --------------------------------- | ------ |
| Jordanowo       | S3                                |        |
| Poznaň západ    | S5, S11                           |        |
| Poznaň Krzesiny | DW433, S11                        |        |
| Poznaň východ   | S5                                |        |
| Lodž sever      | A1                                |        |
| Konotopa        | S2, S7, S8                        |        |
| Lubelska        | S2, S17                           | ?      |
| Łukowisko       | S19                               | ?      |